# Ла Провиденсија, Колонија Венустијано Каранза (Мексикали)
Ла Провиденсија, Колонија Венустијано Каранза (шп. La Providencia, Colonia Venustiano Carranza) насеље је у Мексику у савезној држави Доња Калифорнија у општини Мексикали. Насеље се налази на надморској висини од 7 м.

## Становништво
Према подацима из 2010. године у насељу су живела 2 становника.

### Хронологија
| Година       | 2000         | 2005        | 2010 |
| ------------ | ------------ | ----------- | ---- |
| Становништво | 21 (10 / 11) | 19 (10 / 9) | 2    |

### Попис
| # | Индикатор                     | Вредност |
| - | ----------------------------- | -------- |
| 1 | Укупно домаћинстава           | 9        |
| 2 | Укупно насељених домаћинстава | 1        |
| 3 | Величина локације             | 1        |